# D-(-)-2-アミノ-5-ホスホノペンタン酸
D-(-)-2-アミノ-5-ホスホノペンタン酸（D-(-)-2-amino-5-phosphonopentanoic acid）は、神経細胞受容体のNMDA受容体を選択的に阻害するアンタゴニスト。D-AP5と略称される。D-(-)-2-アミノ-5-ホスホノ吉草酸（D-(-)-2-amino-5-phosphonovaleric acid、D-APV）とも呼ばれる。分子式はC5H12NO5Pであらわされ、分子量は197.13、CAS登録番号79055-68-8。光学異性体であるL-AP5よりも阻害にかかわる選択性が高いとされている。水溶性。